# Louis Cottereau
Pour les articles homonymes, voir Cottereau.
Louis Cottereau, né le 11 février 1869 à Angers et mort le 21 septembre 1917 à Dijon, est un coureur cycliste français.

## Biographie
En 1888, il est Champion de France Junior de bicycle sur 5 kilomètres à Pau, Champion de France de 2 500 mètre à Bordeaux-Saint-Augustin, et vice-champion de France sur 100 kilomètres. En 1888, 1889 et 1890, il est à trois reprises consécutives Champion de France de tricycle.
Il est 2e au Championnat de France de demi-fond en 1888 et Champion de France de vitesse en 1890.
Il remporte la course Bordeaux-Paris en 1893.
Il crée la société Cottereau, et comme pilote automobile, il remporte le deuxième Critérium des Voiturettes avec un véhicule de sa propre marque (de 400 kg), organisé le 17 mai 1900 par Le Vélo sur un parcours Étampes-Ablis-Étampes accompli à deux reprises pour arriver à 100 kilomètres parcourus (deuxième Léon Théry).
À son décès, il est domicilié à Ouges.

## Palmarès sur piste

### Championnats de France
- 1888
  - 2e du championnat de France de demi-fond

- 1890
  -  Champion de France de vitesse

### Grands Prix
- Vainqueur du Grand Prix d'Angers en 1889, 1890 et 1891.

## Palmarès sur route
- 1891
  - Championnat de la Côte-d'Or
- 1893
  - Bordeaux-Paris (troisième alors Jean-Marie Corre, également futur constructeur automobile)
- 1894
  - Championnat de la Côte-d'Or
- 1895
  - Dijon-Beaune-Dijon